# Nitrozoaminy

Ogólny wzór chemiczny nitrozoamin

Nitrozoaminy, nitrozaminy (właśc. N-nitrozoaminy) – organiczne związki chemiczne, N-nitrozowe pochodne amin.

## Otrzymywanie
Nitrozoaminy powstają w reakcji amin z azotynami, na przykład:
RR'NH + HNO2 → RR'N−N=O + H2O
gdzie R – reszta organiczna; R' – reszta organiczna lub wodór
Pochodne amin I-rzędowych są nietrwałe i izomeryzują do wodorotlenków diazoniowych:
R−NH−N=O → R−N=N−OH
Nitrozoaminy powstałe z amin II-rzędowych są związkami trwałymi, zazwyczaj o kolorze żółtym lub pomarańczowym; mają bardzo słabe właściwości zasadowe.

## Działanie biologiczne
Wiele nitrozoamin wykazuje właściwości rakotwórcze. Działanie rakotwórcze dla zwierząt zostało udowodnione, natomiast ze względu na bardzo niskie typowe wchłanianie nitrozoamin przez człowieka z żywności, rzędu 0,1–1 mg/dobę, określenie zagrożenia jest bardzo utrudnione. Ponadto nitrozoaminy mogą działać mutagennie, teratogennie i embriotoksycznie.

## Nitrozoaminy w żywności
Nitrozoaminy tworzą się podczas termicznej obróbki żywności (na przykład peklowanego mięsa), samoistnie w trakcie przechowywania jedzenia, a także w przewodzie pokarmowym niektórych zwierząt. 

### Promotory reakcji
Do prekursorów nitrozoamin w żywności można zaliczyć:
- aminy I, II i III-rzędowe
- aminokwasy
- IV-rzędowe sole amoniowe
- pestycydy
- leki z grupami aminowymi, na przykład penicylina, metamizol, efedryna, prometazyna

Na kinetykę reakcji wpływa:
- stężenie substratów reakcji
- zasadowość aminy
- pH środowiska (optymalnie 3,3)
- temperatura (na ogół jej wzrost zwiększa ilość produktu)
- obecność katalizatorów reakcji:
  - aldehydu mrówkowego
  - halogenków nitrozylu (X−N=O; najsilniej jodki, najsłabiej chlorki)
  - rodanków
  - bakterii z rodzaju Escherichia, Pseudomonas i Proteus
  - nikotyny i tlenków azotu.

### Inhibitory reakcji
Inhibitorami reakcji w żywności są:
- kwas askorbinowy
- palmitynian askorbylu
- glutation
- tokoferol
- kwas galusowy
- siarczyn sodu
- związki tiolowe.